# 在樹上唱歌
在樹上唱歌（英題：Singing in the Trees）は、台湾の歌手、郭静（クレア・クオ）の3枚目のオリジナルアルバムである。2009年5月22日に台湾の福茂レコードより発売された。

## 収録曲
1. 在樹上唱歌
2. 明白
3. 心牆
4. 牛角尖
5. 簡単
6. Goodbye
7. 蒙娜麗莎
8. 三部曲
9. 不説
10. 看見

## DVD
1. 在樹上唱歌 MV
2. 明白 MV
3. 心牆 MV
4. 簡単 MV
5. Goodbye MV